# Bad Langensalza
Bad Langensalza település Németországban, azon belül Türingiában. Lakosainak száma 17 338 fő (2023. december 31.).

## Népesség
A település népességének változása:
| Lakosok száma | 17 483 | 17 305 | 17 441 | 17 157 | 17 349 | 17 338 |
|               | 2015   | 2017   | 2019   | 2021   | 2022   | 2023   |